# Seznam ostrovů Spojeného království
Ostrovy Spojeného království větší než 90 km².

## Podle velikosti
|    | ostrov               | anglicky              | rozloha (km²) | pobřeží (km) | max.nadm. výška (m) | nejvyšší vrchol   | počet obyvatel | hustota zalidnění | největší sídlo              | země                                       | moře                         | souostroví                | poloha                           |
| -- | -------------------- | --------------------- | ------------- | ------------ | ------------------- | ----------------- | -------------- | ----------------- | --------------------------- | ------------------------------------------ | ---------------------------- | ------------------------- | -------------------------------- |
| 1  | Velká Británie       | Great Britain         | 218 595       | —            | 1 344               | Ben Nevis         | 60 800 000     | 278,14            | Londýn                      | Anglie, Skotsko, Wales                     | Severní, Irské, Keltské moře | Britské ostrovy           | 54° s. š., 2° z. d.              |
| 2  | Irsko                | Northern Ireland      | 13 819        | —            | 849                 | Slieve Donard     | 1 759 000      | 127,29            | Belfast                     | Severní Irsko                              | Irské, Keltské moře          | Britské ostrovy           | 54°41′ s. š., 6°45′ z. d.        |
| 3  | Východní Falkland    | East Falkland         | 6 605         | —            | 705                 | Mount Usborne     | 2 197          | 0,33              | Port Stanley                | Falklandy                                  | Argentinské moře             | Falklandy                 | 52° j. š., 59° z. d.             |
| 4  | Západní Falkland     | West Falkland         | 4 532         | —            | 700                 | Mount Adam        | 144            | 0,03              | Port Howard                 | Falklandy                                  | Argentinské moře             | Falklandy                 | 51°47′51″ j. š., 60°7′55″ z. d.  |
| 5  | Jižní Georgie        | South Georgia         | 3 756         | —            | 2 934               | Mount Paget       | 31             | 0,01              | King Edward Point           | Jižní Georgie a Jižní Sandwichovy ostrovy  | Argentinské moře             | —                         | 54°24′ j. š., 36°42′ z. d.       |
| 6  | Lewis a Harris       | Lewis and Harris      | 2 179         | —            | 799                 | Clisham           | 21 031         | 9,65              | Stornoway                   | Skotsko                                    | Skotské moře                 | Vnější Hebridy            | 58°15′ s. š., 6°40′ z. d.        |
| 7  | Skye                 | Skye                  | 1 656         | —            | 993                 | Sgùrr Alasdair    | 10 008         | 6,04              | Portree                     | Skotsko                                    | Skotské moře                 | Vnitřní Hebridy           | 57°20′ s. š., 6°16′ z. d.        |
| 8  | Mainland (Shetlandy) | Mainland, Shetland    | 969           | —            | 450                 | Ronas Hill        | 18 765         | 19,37             | Lerwick                     | Skotsko                                    | Severní moře                 | Shetlandy                 | 60°19′ s. š., 1°16′ z. d.        |
| 9  | Mull                 | Mull                  | 875           | —            | 966                 | Ben More          | 2 990          | 3,42              | Tobermory                   | Skotsko                                    | Skotské moře                 | Vnitřní Hebridy           | 56°27′ s. š., 6° z. d.           |
| 10 | Anglesey             | Anglesey              | 714           | —            | 178                 | Mynydd Bodafon    | 69 700         | 97,62             | Llangefni                   | Wales                                      | Irské moře                   | —                         | 53°17′38″ s. š., 4°22′36″ z. d.  |
| 11 | Islay                | Islay                 | 620           | —            | 491                 | Beinn Bheigeir    | 3 228          | 5,21              | Port Ellen                  | Skotsko                                    | Skotské moře                 | Vnitřní Hebridy           | 55°46′ s. š., 6°9′ z. d.         |
| 12 | Man                  | Isle of Man           | 572           | —            | 621                 | Snaefell          | 84 497         | 147,72            | Douglas                     | Man                                        | Irské moře                   | —                         | 54°14′6″ s. š., 4°31′30″ z. d.   |
| 13 | Mainland (Orkneje)   | Mainland, Orkney      | 523           | —            | 271                 | Mid Hill          | 17 162         | 32,81             | Kirkwall                    | Skotsko                                    | Severní moře                 | Orkneje                   | 58°59′ s. š., 3°6′ z. d.         |
| 14 | Arran                | Isle of Arran         | 432           | —            | 874                 | Goat Fell         | 4 629          | 10,72             | Lamlash                     | Skotsko                                    | Skotské moře                 | —                         | 55°34′39″ s. š., 5°14′15″ z. d.  |
| 15 | Wight                | Isle of Wight         | 381           | —            | 241                 | St Boniface Down  | 139 105        | 365,10            | Newport                     | Anglie                                     | Lamanšský průliv             | —                         | 50°40′ s. š., 1°16′ z. d.        |
| 16 | Jura                 | Jura                  | 367           | —            | 785                 | Beinn an Òir      | 196            | 0,53              | Craighouse                  | Skotsko                                    | Skotské moře                 | Vnitřní Hebridy           | 56°5′ s. š., 5°45′ z. d.         |
| 17 | Jižní Uist           | South Uist            | 320           | —            | 620                 | Beinn Mhòr        | 1 754          | 5,48              | Lochboisdale                | Skotsko                                    | Skotské moře                 | Vnější Hebridy            | 57°16′0″ s. š., 7°19′ z. d.      |
| 18 | Severní Uist         | North Uist            | 303           | —            | 347                 | Eaval             | 1 254          | 4,14              | Lochmaddy                   | Skotsko                                    | Skotské moře                 | Vnější Hebridy            | 57°36′ s. š., 7°20′ z. d.        |
| 19 | Weddellův ostrov     | Weddell Island        | 266           | —            | 383                 | Mount Weddell     | 2              | 0,01              | Weddell Settlement          | Falklandy                                  | Argentinské moře             | Falklandy                 | 51°52′43″ j. š., 61°0′24″ z. d.  |
| 20 | Kypr                 | Akrotiri and Dhekelia | 254           | —            | 290                 | —                 | 15 700         | 61,81             | Episkopi                    | Akrotiri a Dekelia                         | Středozemní moře             | —                         | 34°35′ s. š., 32°59′ v. d.       |
| 21 | Yell                 | Yell                  | 212           | —            | 210                 | Hill of Arisdale  | 966            | 4,56              | Mid Yell                    | Skotsko                                    | Severní moře                 | Shetlandy                 | 60°37′22″ s. š., 1°6′ z. d.      |
| 22 | Velký Kajman         | Grand Cayman          | 196           | —            | 18                  | —                 | 52 601         | 268,37            | George Town                 | Kajmanské ostrovy                          | Karibské moře                | Kajmanské ostrovy         | 19°20′ s. š., 81°13′ z. d.       |
| 23 | Střední Caicos       | Middle Caicos         | 144           | —            | 18                  | —                 | 275            | 1,91              | Conch Bar                   | Turks a Caicos                             | Karibské moře                | Lucayské souostroví       | 21°47′17″ s. š., 71°44′4″ z. d.  |
| 24 | Hoy                  | Hoy                   | 143           | —            | 479                 | Ward Hill         | 419            | 2,93              | Lyness                      | Skotsko                                    | Severní moře                 | Orkneje                   | 58°51′ s. š., 3°18′ z. d.        |
| 25 | Saundersův ostrov    | Saunders Island       | 132           | —            | 457                 | Mount Richards    | 2              | 0,02              | Saunders Island Settlement  | Falklandy                                  | Argentinské moře             | Falklandy                 | 51°20′34″ j. š., 60°10′50″ z. d. |
| 26 | Bute                 | Bute                  | 122           | —            | 278                 | Windy Hill        | 6 498          | 53,26             | Rothesay                    | Skotsko                                    | Skotské moře                 | —                         | 55°49′26″ s. š., 5°6′39″ z. d.   |
| 27 | Svatá Helena         | Saint Helena          | 121           | —            | 818                 | Diana's Peak      | 4 255          | 35,17             | Half Tree Hollow            | Svatá Helena, Ascension a Tristan da Cunha | jižní Atlantský oceán        | —                         | 15°57′ j. š., 5°43′ z. d.        |
| 28 | Unst                 | Unst                  | 120           | —            | 284                 | Saxa Vord         | 632            | 5,27              | Baltasound                  | Skotsko                                    | Severní moře                 | Shetlandy                 | 60°45′ s. š., 0°53′ z. d.        |
| 29 | Severní Caicos       | North Caicos          | 116           | —            | 20                  | —                 | 1 312          | 11,31             | Bottle Creek                | Turks a Caicos                             | Karibské moře                | Lucayské souostroví       | 21°53′29″ s. š., 71°56′46″ z. d. |
| 30 | Jersey               | Jersey                | 116           | —            | 136                 | Les Platons       | 91 084         | 785,21            | Saint Helier                | Jersey                                     | Lamanšský průliv             | Normanské ostrovy         | 49°11′24″ s. š., 2°6′36″ z. d.   |
| 31 | Montagu              | Montagu Island        | 110           | —            | 1 370               | Mount Belinda     | 0              | 0,00              | —                           | Jižní Georgie a Jižní Sandwichovy ostrovy  | Argentinské moře             | Jižní Sandwichovy ostrovy | 58°25′ j. š., 26°23′ z. d.       |
| 32 | Rùm                  | Rùm                   | 105           | —            | 812                 | Askival           | 22             | 0,21              | Kinloch                     | Skotsko                                    | Skotské moře                 | Vnitřní Hebridy           | 57° s. š., 6°21′ z. d.           |
| 33 | Pebble               | Pebble Island         | 103           | —            | 277                 | First Mountain    | 25             | 0,24              | Pebble Island Settlement    | Falklandy                                  | Argentinské moře             | Falklandy                 | 51°18′11″ j. š., 59°37′46″ z. d. |
| 34 | Montserrat           | Montserrat            | 102           | —            | 914                 | Chances Peak      | 4 488          | 44,0              | Brades                      | Montserrat                                 | Karibské moře                | Závětrné ostrovy          | 16°45′ s. š., 62°12′ z. d.       |
| 35 | Tristan da Cunha     | Tristan da Cunha      | 98            | —            | 2 062               | Queen Mary's Peak | 297            | 3,03              | Edinburgh of the Seven Seas | Svatá Helena, Ascension a Tristan da Cunha | jižní Atlantský oceán        | Tristan da Cunha          | 37°6′40″ j. š., 12°17′15″ z. d.  |
| 36 | Providenciales       | Providenciales        | 98            | —            | 49                  | Blue Hills        | 23 769         | 242,54            | Blue Bottle                 | Turks a Caicos                             | Karibské moře                | Lucayské souostroví       | 21°47′0″ s. š., 72°17′0″ z. d.   |
| 37 | Sheppey              | Isle of Sheppey       | 93            | —            | 42                  | Furze Hill        | 40 300         | 433,33            | Sheerness                   | Anglie                                     | Severní moře                 | —                         | 51°23′28″ s. š., 0°49′52″ v. d.  |
| 38 | Východní Caicos      | East Caicos           | 91            | —            | 48                  | Flamingo Hill     | 0              | 0,00              | Jacksonville                | Turks a Caicos                             | Karibské moře                | Lucayské souostroví       | 21°42′9″ s. š., 71°29′53″ z. d.  |
| 39 | Anguilla             | Anguilla              | 91            | —            | 65                  | Crocus Hill       | 13 452         | 147,82            | The Valley                  | Anguilla                                   | Karibské moře                | Závětrné ostrovy          | 18°13′38″ s. š., 63°2′56″ z. d.  |
| 40 | Goughův ostrov       | Gough Island          | 91            | —            | 910                 | Edinburgh Peak    | 6              | 0,07              | Meteorogical station        | Svatá Helena, Ascension a Tristan da Cunha | jižní Atlantský oceán        | Tristan da Cunha          | 40°19′7″ j. š., 9°57′7″ z. d.    |